# Daisy Gawoon Utemorrah
Daisy Gawoon Utemorrah (* 14. Januar 1922 in Kunmunya, Western Australia, Australien; † 1. Februar 1994 in Kalumburu, Australien) war eine australische Autorin, Dichterin und Gemeindevorsteherin.

## Leben und Werk
Gawoon Utemorrah wurde als Tochter der Ngarinyin-Frau Polly Unman und eines Wunambal-Mannes geboren. Nach dem Tod ihres Vaters wurde sie von dessen Bruder Pompey Goolaloowarra, der um 1913 zu der Mission Kunmunya kam und für die Missionare arbeitete, aufgezogen. Sie war eine traditionelle Besitzerin des Landes Gooral, das Teile des Prince Regent River, der Küste des St. George Basin, des Mitchell Plateau und des Mount Trafalgar umfasste. Unter der Leitung des presbyterianischen Geistlichen James Robert Beattie Love lernte sie in Kunmunya sowohl in Englisch als auch in Worrorra zu schreiben. Sie war ein Girl Guides und mit Elkin Umbagai eine Lehrassistentin an der Missionsschule. 1936 heiratete sie ihren versprochenen Ehemann Mickey Bangalba in der Missionskirche. Dieser starb 1950 und nachdem 1956 die Mission geschlossen worden war, zog sie mit ihrer Gemeinde an den Stadtrand von Derby (Western Australia) in die Mowanjum Community. Hier war sie weiterhin in Gemeindeangelegenheiten und in der Kirche tätig und heiratete den Wunambal-Mann Laurie Utemorrah.
Gawonn Utemorrah arbeitete über Jahrzehnte mit Wissenschaftlern, Schriftstellern, Filmemachern und Forschern zusammen, um ihre Sprachen zu dokumentieren und ihre Ideen und Kultur zu teilen. 1969 war sie Gründungsmitglied der Mowanjum Dance Group und nahm 1971 an einer öffentlichen Aufführung in Perth teil. 1977 und 1982 nahm sie an einer Diabetesforschung teil, an der sie und andere Älteste wochenlang nur Buschlebensmittel verzehrten, um die Vorteile und Auswirkungen einer traditionellen Ernährung auf ihre Gesundheit zu demonstrieren. Sie war eine anerkannte Älteste des Wunambal-Volkes und war 1991 die Hauptstreiterin bei einer Klage am High Court of Australia, um ihr Land zurückzugewinnen. Die Klage wurde später nach Verabschiedung des Commonwealth Native Title Act von 1993 erneut beim Bundesgericht von Australien eingereicht. Nach einem Schlaganfall zog sie in ihren letzten Jahren nach Kalumburu, wo sie am 1. Februar 1994 starb. Obwohl sie in ihrem Prozess um den Landanspruch nicht aussagen konnte, wurden ihre Beweise für zukünftige Anhörungen aufbewahrt.
Sie schrieb Geschichten auf, die sie von den Ältesten gelernt hatte und die aus ihren Lebenserfahrungen stammten. Als fließende Sprecherin von Wunambal, Ngarinyin und Worrorra konnte sie diese Kultur ihrer eigenen Gemeinde vermitteln und ihre Sprachen und Geschichten für ein breiteres Publikum ins Englische übersetzen. Sie glaubte, dass das Erzählen und Schreiben von Geschichten es ihr ermöglichte, Nicht-Aborigines über den Reichtum ihrer Geschichte und Kultur zu erzählen. Ihre Gedichte und Prosa wurden international veröffentlicht und sind in zahlreichen Anthologien enthalten. Ihr erfolgreichstes Buch Do Not Go Around the Edges, erzählte von ihrer Kindheit in Kunmunya und erhielt 1992 den australischen Preis für multikulturelle Kinderliteratur für Jugendliteratur.
Ihr zu Ehren wird der Daisy Utemorrah Award jährlich für ein herausragendes unveröffentlichtes Manuskript von einem Schriftsteller der Aborigines oder der Torres-Strait-Insulaner verliehen.

## Veröffentlichungen (Auswahl)
- Utemorrah, Daisy: Do Not Go Around the Edges. Broome, WA: Magabala Books, 1990